# Campionati europei di short track 2020
I Campionati europei di short track 2020 sono stati la 24ª edizione della competizione organizzata dall'International Skating Union. Si sono svolti dal 24 al 26 gennaio 2020 presso la Főnix Hall di Debrecen, in Ungheria.

## Podi

### Donne
| Evento                          | Oro                                                                             | Tempo    | Argento                                                                                      | Tempo    | Bronzo                                                                                                   | Tempo    |
| 500 metri (dettagli)            | Suzanne Schulting                                                               | 43"442   | Martina Valcepina                                                                            | 43"568   | Natalia Maliszewska                                                                                      | 43"709   |
| 1000 metri (dettagli)           | Suzanne Schulting                                                               | 1'33"353 | Lara van Ruijven                                                                             | 1'33"464 | Arianna Fontana                                                                                          | 1'33"596 |
| 1500 metri (dettagli)           | Suzanne Schulting                                                               | 2'35"915 | Arianna Fontana                                                                              | 2'36"134 | Anna Seidel                                                                                              | 2'36"319 |
| 3000 metri (dettagli)           | Arianna Fontana                                                                 | 5'46"150 | Ekaterina Efremenkova                                                                        | 5'46"451 | Martina Valcepina                                                                                        | 5'46"618 |
| Staffetta 3000 metri (dettagli) | Paesi Bassi Rianne de Vries Suzanne Schulting Yara van Kerkhof Lara van Ruijven | 4'12"877 | Italia Nicole Botter Gomez Arianna Fontana Cynthia Mascitto Martina Valcepina Arianna Sighel | 4'13"022 | Russia Ekaterina Efremenkova Ekaterina Konstantinova Ėmina Malagič Sof'ja Prosvirnova Evgenija Zacharova | 4'25"577 |
| Classifica generale (dettagli)  | Suzanne Schulting                                                               | 102 pt   | Arianna Fontana                                                                              | 68 pt    | Martina Valcepina                                                                                        | 34 pt    |

### Uomini
| Evento                          | Oro                                                                                      | Tempo    | Argento                                                                            | Tempo    | Bronzo                                                                                 | Tempo    |
| 500 metri (dettagli)            | Shaolin Sándor Liu                                                                       | 41"244   | Shaoang Liu                                                                        | 41"517   | Semën Elistratov                                                                       | 41"686   |
| 1000 metri (dettagli)           | Shaolin Sándor Liu                                                                       | 1'25"636 | Shaoang Liu                                                                        | 1'25"667 | Semën Elistratov                                                                       | 1'25"831 |
| 1500 metri (dettagli)           | Shaoang Liu                                                                              | 2'25"871 | Itzhak de Laat                                                                     | 2'25"960 | Vladislav Bykanov                                                                      | 2'26"075 |
| 3000 metri (dettagli)           | Semën Elistratov                                                                         | 4'57"674 | Stijn Desmet                                                                       | 4'57"721 | Itzhak de Laat                                                                         | 4'57"766 |
| Staffetta 5000 metri (dettagli) | Russia Denis Ayrapetyan Semën Elistratov Daniil Ėjbog Pavel Sitnikov Aleksandr Šul'ginov | 7'06"884 | Paesi Bassi Daan Breeuwsma Dylan Hoogerwerf Itzhak de Laat Dennis Visser Sven Roes | 7'06"984 | Italia Andrea Cassinelli Yuri Confortola Tommaso Dotti Marco Giordano Mattia Antonioli | 7'07"055 |
| Classifica generale (dettagli)  | Shaoang Liu                                                                              | 77 pt    | Shaolin Sándor Liu                                                                 | 75 pt    | Semën Elistratov                                                                       | 65 pt    |

## Medagliere
| Pos.   | Nazione     | Oro | Argento | Bronzo | Totale |
| ------ | ----------- | --- | ------- | ------ | ------ |
| 1      | Paesi Bassi | 5   | 3       | 1      | 9      |
| 2      | Ungheria    | 4   | 3       | 0      | 7      |
| 3      | Russia      | 2   | 1       | 4      | 7      |
| 4      | Italia      | 1   | 4       | 4      | 9      |
| 5      | Belgio      | 0   | 1       | 0      | 1      |
| 6      | Germania    | 0   | 0       | 1      | 1      |
| 6      | Israele     | 0   | 0       | 1      | 1      |
| 6      | Polonia     | 0   | 0       | 1      | 1      |
| Totale | Totale      | 12  | 12      | 12     | 36     |